# Meiliana Jauhari
Meiliana Jauhari est une joueuse de badminton indonésienne née le 7 mai 1984 à Jakarta.
Elle est disqualifiée lors des Jeux olympiques d'été de 2012 avec sept autres joueuses de badminton pour « n'avoir pas fait tout leur possible pour remporter la victoire »,.